# Mickey Cohen

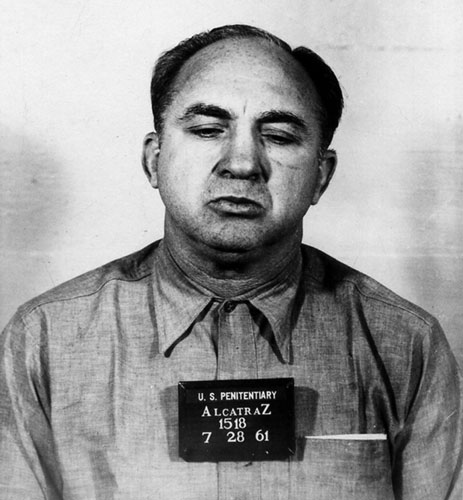
Foto segnaletica di Mickey Cohen

Mickey Cohen, all'anagrafe Meyer Harris Cohen (New York, 4 settembre 1913 – New York, 29 luglio 1976), è stato un mafioso statunitense.

## Biografia

### Primi anni
Cohen nacque a Brooklyn, borough di New York, il 4 settembre del 1913 (anche se alcune fonti indicano quale anno di nascita il 1914) in una modesta famiglia ebraica ashkenazita. Sua madre, Fanny, originaria di Kiev (in Ucraina), rimase ben presto vedova intorno al settembre del 1914. Tra il 1916 ed il 1919, il piccolo Mickey si trasferì con la madre e la sorella Lillie a Los Angeles, nel quartiere di Boyle Heights, dove aprirono un negozio di alimentari ed un altro di medicinali. 
All'età di sei anni, Cohen vendeva giornali per strada, aiutato dai fratelli Harry e Louie. Presto Cohen e i fratelli diventarono dei veri e propri criminali (ad eccezione del quarto fratello, Sam, un ebreo praticante).
Nel 1923, all'età di nove anni, Cohen spacciava alcol ai clienti presso il negozio di medicinali, trasformato in una distilleria. Cohen fu arrestato ed incarcerato per un anno ed inoltre subì anche i rimproveri del fratello Sam.
Ormai adolescente, Cohen continuò a vendere alcol illegale a Los Angeles.
Alcuni anni più tardi, ritornò sulla East Coast, dove cominciò a praticare la boxe facendo anche incontri lungo le strade. A New York, Cohen diventò un pugile professionista; perse però un incontro col campione Tommy Paul.
A seguito di ciò si spostò quindi a Cleveland, nell'Ohio, dove incontrò Lou Rothkopf, un socio di Moe Dalitz.
Cohen tornò più tardi a New York, dove diventò socio di Tommy Dioguardi, Johnny Dio e di Owney Madden.
Cohen si trasferì dunque a Chicago, dove s'invischiò nel giro del gioco d'azzardo clandestino in mano ai Chicago Outfit, capeggiati dal potente criminale Al Capone.

### Il Proibizionismo e la Chicago Outfit
Durante l'era del Proibizionismo, Cohen si stanziò a Chicago e fu coinvolto nella malavita locale, lavorando per la Chicago Outfit.
Durante questo periodo, Cohen fu arrestato per aver ucciso molti banditi di bande rivali, in occasione di varie partite a carte ma non solo.
Cohen fu rilasciato poco tempo dopo e cominciò a praticare giochi di carte e giochi d'azzardo illegali.
Divenne più tardi socio di Mattie Capone, fratello più giovane di Al Capone. Lavorò anche per Jake Guzik, ma presto Cohen fu costretto ad abbandonare Chicago per aver perso una partita d'azzardo da lui proposta.
A Cleveland, Cohen lavorò di nuovo per Lou Rothkopf, socio di Meyer Lansky e Bugsy Siegel. Non c'erano in quel periodo lavori disponibili per Cohen a Cleveland, così Rothkopf gli diede la possibilità di lavorare con Siegel in California.

### Da guardia del corpo di clan a boss del Sunset Strip
Mickey Cohen fu mandato a Los Angeles da Meyer Lansky e Lou Rothkopf per sorvegliare Bugsy Siegel. Durante la loro associazione Mickey aiutò anche nella costruzione del Flamingo Hotel, a Las Vegas.
Nel 1947, venne ordinato l'assassinio di Siegel a causa della cattiva amministrazione del Flamingo Hotel. Secondo un articolo dell'epoca, Cohen reagì violentemente all'assassinio di Siegel. Entrò nell'Hotel Roosevelt, dove credeva si trovassero gli assassini e sparò su due persone con la sua calibro 45 semi-automatica: sparò poi sul soffitto chiedendo che gli assassini uscissero in dieci minuti. Nessuno apparve e Cohen fu costretto a fuggire quando arrivò la polizia.
Dopo la morte di Siegel, Cohen divenne a tutti gli effetti capo del gioco d'azzardo di Las Vegas.
Anni più tardi, a Los Angeles, fu sterminato il sindacato in un delitto provocato da Frankie Carbo, della famiglia di Jack Dragna. Nonostante questo cambiamento, Mickey Cohen continuò a spadroneggiare con i suoi giochi d'azzardo. Comunque i metodi violenti di Cohen vennero all'attenzione dello Stato e delle autorità federali.
Questa volta, Cohen affrontò le forze dell'ordine che volevano arrestarlo ed eliminarlo così dalla scena criminale, incluso un attacco con ordigni esplosivi a casa sua, presso Moreno Avenue, a Brentwood. Cohen trasformò quindi la sua casa in una fortezza, installando riflettori, sistemi di allarme, ed un arsenale ben equipaggiato.
Per breve tempo assoldò anche una guardia del corpo, Johnny Stompanato, il quale, approfittando del ruolo assunto e dell'ombra protettiva di Cohen, dette sfogo alla sua indole criminale dedicandosi a numerose rapine. Come è capitato altre volte nel corso della storia, il senso di potere criminale che lo circondava fece di Stompanato anche uno dei playboy più popolari di Hollywood; la sua violenza era tuttavia eccessiva, al punto tale che perfino il cantante Frank Sinatra si recò personalmente da Cohen, implorandolo di mettere fine alla relazione tra Stompanato e l'ex moglie di Sinatra, Ava Gardner. Fu amante anche dell'attrice Lana Turner, la cui figlia quindicenne finirà con l'ucciderlo.

### Gli ultimi anni
Nel 1950 Mickey Cohen fu indagato insieme ad altri numerosi esponenti della malavita dalla Commissione del Senato degli Stati Uniti nota come la Kefauver Commission. Come risultato di questa indagine, Cohen fu accusato di evasione fiscale e condannato a quattro anni di reclusione. Quando venne rilasciato, ricominciò di nuovo i suoi crimini brutali, divenendo una celebrità internazionale.
Riuscì anche a diventare capo di una redazione giornalistica, vendendo più giornali di chiunque altro nel Paese, secondo l'autore Brad Lewis. Si dice che apparve anche in televisione, intervistato da Mike Wallace, nei tardi anni '50. In seguito acquistò anche negozi di fiori, negozi di pittura, discoteche, casinò, stazioni di benzina, mercerie, ecc. a Brentwood, secondo l'autore Richard Lamparski.
Nel 1961, Cohen fu condannato di nuovo per evasione fiscale e mandato ad Alcatraz. Durante il suo periodo ad Alcatraz, un detenuto tentò di ucciderlo con un tubo di piombo. Nel 1972, Cohen fu rilasciato dal penitenziario di Atlanta. Proprio in questo periodo, si legò sentimentalmente all'attrice Edy Williams.
Mickey Cohen morì nel sonno nel 1976 e fu inumato nell'Hillside Memorial Park di Culver City, in California. La morte fu causata da un'ulcera non curata e degenerata in un tumore allo stomaco.

## Media
Cohen è l'antagonista principale del film del 2013 Gangster Squad, dove è interpretato da Sean Penn, che narra di una fittizia squadra speciale di polizia che fu la vera artefice del suo arresto e della sua condanna.
Mickey Cohen è anche uno dei personaggi presenti nei romanzi Il grande nulla, White Jazz e L.A. Confidential di James Ellroy. Nella versione cinematografica di quest'ultimo, diretta da Curtis Hanson, è interpretato dall'attore Paul Guilfoyle. 
Mickey Cohen è anche uno dei personaggi de L.A. Noire, il videogame targato Rockstar e sviluppato dal Team Bondi.